# Salim Aribi
Salim Aribi (arabisch سليم عريبي; * 16. Dezember 1974 in Batna) ist ein ehemaliger algerischer Fußballspieler. Er absolvierte 16 Spiele für die algerische Nationalmannschaft.
Salim Aribi begann seine Karriere beim Erstligaklub CA Batna in seiner Heimatstadt. 2002 wechselte er zur USM Algier. Nach fünf Jahren kehrte er zum mittlerweile abgestiegenen CA Batna zurück. Zwei Jahre später gelang ihm mit seiner Mannschaft der Aufstieg. Nach einem weiteren Jahr in der ersten Liga beendete Aribi seine Karriere.
In der algerischen Nationalmannschaft debütierte er am 14. Mai 2002 bei einem Freundschaftsspiel gegen Belgien. Beim Afrikacup 2004 stand Aribi im Kader und kam bei vier Spielen zum Einsatz. Nach dem Turnier kam er nur noch zwei Mal für Algerien zum Einsatz. Am 5. Juni 2004 absolvierte Aribi bei einem Qualifikationsspiel zur WM 2006 gegen Angola (0:0) sein letztes Länderspiel.